# Kubitzkia macrantha
Kubitzkia macrantha är en lagerväxtart som först beskrevs av Kostermans, och fick sitt nu gällande namn av H. van der Werff. Kubitzkia macrantha ingår i släktet Kubitzkia och familjen lagerväxter. Inga underarter finns listade i Catalogue of Life.